# Joannès Dupraz
Joannès Pierre Dupraz-Bonsay, dit Joannès Dupraz, est un homme politique français, né le 3 juillet 1907 au Bois-d'Oingt (Rhône) et mort le 23 juillet 1995 le 6e arrondissement de Lyon.

## Biographie
Fils d'un commerçant du Rhône, Joannès Dupraz devient, après des études secondaires, journaliste à Lyon. Pionnier de la radio, il est directeur de Radio Lyon en 1928. Très intéressé par les questions internationales, il suit l'actualité de la SDN, et publie des enquêtes sur divers pays qu'il va visiter.
En 1939, il devient directeur de cabinet du ministre du commerce, Fernand Gentin.
Brièvement chargé de mission auprès du secrétaire d'Etat au ravitaillement, Paul Charbin, il est, durant l'occupation, cadre dirigeant dans diverses société.
A la Libération, il est nommé secrétaire général du ministère de l'Information au sein du Gouvernement provisoire de la République Française, avant d'entamer une carrière plus directement politique.
Il mène en octobre 1945 la liste du MRP dans l'Indre-et-Loire pour l'élection de la première assemblée constituante. Avec 34,1 % des voix, il arrive en tête et est élu député.
Durant ce premier mandat parlementaire, il s'intéresse principalement aux questions coloniales et de l'outre-mer, ainsi qu'aux problèmes budgétaires et d'administration de l'Etat.
En juin 1946, il est réélu député, dans les mêmes conditions, avec 31,4 % des voix. Durant cette législature, il est notamment rapporteur du budget de l'outre-mer.
Réélu en novembre 1946, il défend l'action de l'Etat pour l'outre-mer, puis devient, en octobre 1947, secrétaire d'Etat aux forces armées, et conserve cette fonction pendant deux ans, sous cinq gouvernements différents. Il est plus particulièrement chargé de la marine nationale, et plaide pour la poursuite de l'investissement militaire afin d'assurer l'indépendance militaire de la France vis-à-vis de ses alliés.
Après son départ du gouvernement, il continue de suivre les questions de défense, défendant toujours une augmentation des investissements dans ce domaine.
En 1951, la liste MRP qu'il mène dans son département participe à un large apparentement des partis de la « troisième force ». Du fait de la présence du RPF, notamment, il subit une forte baisse de son résultat électoral, avec seulement 13,1 % des voix. C'est suffisant pour qu'il soit réélu, mais le MRP perd son deuxième député. Dans cette période, il est brièvement président du comité de direction du journal Le Monde (de juillet à décembre 1951).
Il continue de se faire le défenseur, de plus en plus alarmiste, de l'investissement en faveur d'une marine nationale forte. René Mayer, qui est un de ses amis, le nomme secrétaire d'Etat à la présidence du conseil dans son gouvernement, de janvier à juin 1953. Par la suite, il apporte un soutien appuyé à Pierre Mendès-France, et critique fortement la décision de dissolution de l'assemblée prise par Edgar Faure à la fin de l'année 1955.
En 1955, il est élu conseiller général
Les élections de 1956 voient un nouveau recul du MRP dans l'Indre-et-Loire. Avec 10,7 %, Joannès Dupraz parvient tout de même à conserver son siège, et poursuit son combat pour l'investissement militaire.
En 1958, il soutient le retour de Charles de Gaulle au pouvoir, mais perd son siège à la suite des législatives de novembre.
Il se retire de la vie politique en 1961, à la fin de son mandat départemental. Par la suite, il sera à plusieurs reprises, entre 1962 et 1964, délégué à l'assemblée générale des Nations-Unies.
Il est ensuite  président-directeur général du groupe de négoce lyonnais Descours & Cabaud entre 1964 et 1966.

## Fonctions gouvernementales
- Sous-secrétaire d'État à l'Armement du gouvernement Paul Ramadier (2) (du 31 octobre 1947 au 19 novembre 1947)
- Secrétaire d'État à la Marine du gouvernement Robert Schuman (1) (du 24 novembre 1947 au 19 juillet 1948)
- Secrétaire d'État aux Forces armées du gouvernement André Marie (du 26 juillet 1948 au 27 août 1948)
- Secrétaire d'État aux Forces armées du gouvernement Robert Schuman (2) (du 5 septembre 1948 au 7 septembre 1948)
- Secrétaire d'État aux Forces armées du gouvernement Henri Queuille (1) (du 11 septembre 1948 au 5 octobre 1949)
- Secrétaire d'État à la Présidence du Conseil du gouvernement René Mayer (du 10 janvier 1953 au 21 mai 1953)

## Autres mandats exécutifs
- Député MRP d'Indre-et-Loire (1945-1958)

## Annexe